# 30. květen
30. květen je 150. den roku podle gregoriánského kalendáře (151. v přestupném roce). Do konce roku zbývá 215 dní. Svátek má Ferdinand.

## Události

### Česko
- 1434 – Husitské války: Spojené síly umírněných kališníků a katolíků rozdrtily v bitvě u Lipan tábority a sirotky vedené Prokopem Holým.
- 1635 – Pražský mír ukončil konflikt mezi stavy a císařem za třicetileté války.
- 1866 – V Prozatímním divadle byla poprvé uvedena opera Prodaná nevěsta Bedřicha Smetany.
- 1917 – V Praze se konalo veřejné shromáždění, které požadovalo zřízení československého státu
- 1918 – Byla podepsána Pittsburská dohoda o pozdějším založení státu Čechů a Slováků.
- 1945
  - Začalo vysídlení Němců z Brna, někdy zvané Brněnský pochod smrti.
  - Československá samostatná obrněná brigáda po návratu domů po sedmiměsíčním bojovém nasazení u severofrancouzského přístavu Dunkerque, vykonala slavnostní vojenskou přehlídku v Praze.
- 1948 – Proběhly volby do československého Národního shromáždění s jedinou kandidátkou Národní fronty, první po únorovém převratu 1948.
- 1953 – Byl přijat zákon o měnové reformě. (Viz 1. června 1953.)
- 1964 – V Praze byl zahájen provoz železničního Branického mostu.
- 1993 – U věznice na Borech byl zastřelen podnikatel Štefan Janda a vážně zraněni jeho bodyguardi Julián a Vojtěch Pokošové. Julián následující den zemřel, Vojtěch přežil. Za vraždu byl odsouzen Jiří Kajínek.
- 1996 – Byla založena Diecéze ostravsko-opavská.
- 2017 – Městský soud v Praze rozhodl, že vydání zadrženého Nikulina je přípustné jak do Spojených států, tak i do Ruska.

### Svět
- 0070 – Titus se svými římskými legiemi při obléhání Jeruzaléma prolomili druhé hradby. Židovští obránci se stáhli za první hradby. Římané vybudovali obrannou palisádu ze stromů, které vykáceli v okruhu 15 kilometrů kolem města.
- 1087 – Římský král a císař Svaté říše římské Jindřich IV. korunoval svého syna Konráda.
- 1416 – V Kostnici byl upálen Husův přítel mistr Jeroným Pražský.
- 1498 – Kryštof Kolumbus vyplul na svou třetí výpravu do Nového světa.
- 1574 – Francouzský král Karel IX. zemřel na tuberkulózu, nástupcem se stal jeho bratr Jindřich.
- 1631 – Ve Francii začaly vycházet první francouzské noviny Gazette de France.
- 1814 – Byla podepsána Pařížská smlouva, která měla definitivně ukončit Napoleonské války a restaurovat Bourbony ve Francii.
- 1854 – USA vytvořily teritoria Nebraska a Kansas.
- 1911 – V Indianapolisu se jel první závod na 500 mil, vyhrál jej Ray Harroun.
- 1913 – První balkánská válka: Mírová smlouva podepsaná v Londýně ukončila válku. Albánie se stala nezávislým státem.
- 1914 – Na svou první plavbu vyplula RMS Aquitania.
- 1917 – Z rozhodnutí císaře Karla I. bylo obnoveno zasedání rakouské říšské rady – konec válečné diktatury v Rakousku-Uhersku.
- 1935 – Legendární baseballista Babe Ruth odehrál svůj poslední zápas.
- 1941 – Kréta byla obsazena Německem.
- 1942 – Tisíc britských bombardérů provedlo zničující nálet na Kolín nad Rýnem.
- 1972 – V Izraeli došlo k teroristickému útoku na letiště Lod
- 1982 – Španělsko se stalo 16. členem NATO.
- 1991 – Chorvatský parlament schválil rozhodnutí o vystoupení z Jugoslávie.
- 1998 – Zemětřesení v severním Afghánistánu zabilo kolem 5 000 lidí.
- 2003
  - Poslední komerční let nadzvukového dopravního letadla Concorde ve službách Air France.
  - Premiéra oscarového animovaného filmu Hledá se Nemo.
- 2008 – V Dublinu byla podepsána Úmluva o zákazu kazetové munice.
- 2013 – Nigérie prosadila zákon zakazující manželství stejného pohlaví.

## Narození

### Česko

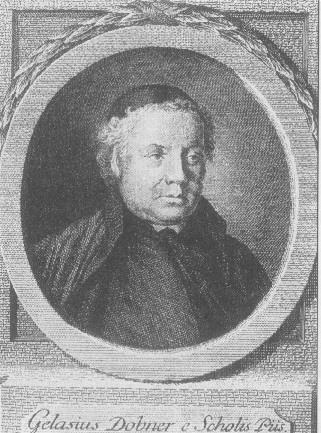
Gelasius Dobner (* 1719)

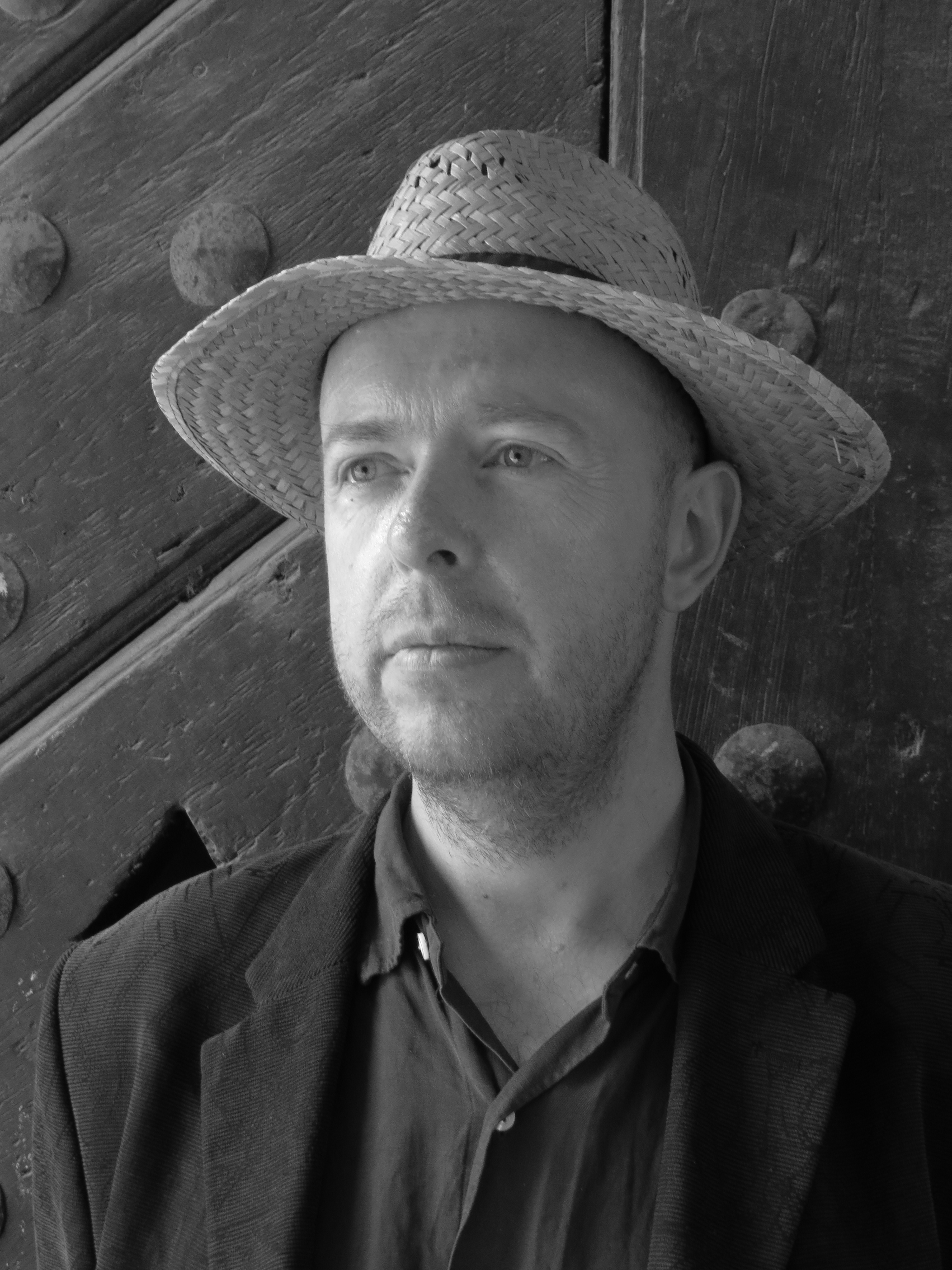
Martin C. Putna (* 1968)

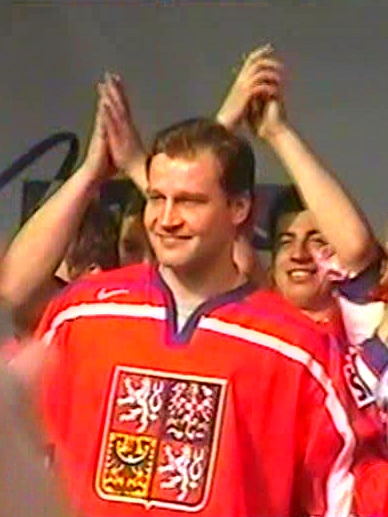
Jiří Šlégr (* 1971)

- 1719 – Gelasius Dobner, historik († 24. května 1790)
- 1785 – Jan Hostivít Pospíšil, nakladatel († 8. října 1868)
- 1815 – August Jakub Rott, podnikatel, výrobce hudebních nástrojů († 30. června 1868)
- 1821 – Jan Larisch-Mönnich, šlechtic, podnikatel a politik († 3. června 1884)
- 1841 – Karel Klíč, malíř, fotograf a grafický technik († 16. listopadu 1926)
- 1842 – Johann Ledebur-Wicheln, politik a šlechtic († 14. května 1903)
- 1861
  - Antonín Bílý, prezident Nejvyššího soudu († 30. dubna 1940)
  - Alois Škampa, básník († 14. května 1907)
- 1877 – Antonín Beňa, učitel, violista a zpěvák († 3. března 1948)
- 1878 – Josef Šejnost, sochař († 9. února 1941)
- 1880 – Vlastimil Kybal, historik († 2. ledna 1958)
- 1884 – Milada Špálová, malířka († 1. prosince 1963)
- 1889 – Edmond Konrád, dramatik († 9. května 1957)
- 1895 – František Čáda, právní historik († 10. října 1975)
- 1897 – Milada Skrbková, československá tenistka, bronz na LOH 1920 († 2. října 1935)
- 1898 – Čeněk Torn, československý politik († 15. února 1980)
- 1909 – Bobek Bryen, kapelník, houslista a bubeník († 14. února 1983)
- 1913 – Gustav Przeczek, polský menšinový spisovatel a politik († 21. února 1974 )
- 1914 – Jiří Marek, spisovatel († 10. prosince 1994)
- 1915 – Stanislav Kyselák, varhaník a hudební skladatel († 25. února 1983)
- 1916
  - Jan Buchal, oběť komunismu († 27. června 1950)
  - Jan Hanč, básník a prozaik († 19. července 1963)
- 1924 – Vilém Kraus, odborník v oblasti vinařství a vinohradnictví († 7. června 2013)
- 1925 – František Vlk, československý fotbalový reprezentant
- 1926
  - Jaromír Kincl, profesor Právnické fakulty Univerzity Karlovy († 15. dubna 1993)
  - Zdeněk Dienstbier, lékař, onkolog († 22. května 2012)
- 1927 – Anděla Dvořáková, předsedkyně Českého svazu bojovníků za svobodu († 5. září 2011)
- 1928 – Radomír Čihák, anatom († 9. června 2016)
- 1932 – Jiří Veselý, germanista, literární historik, překladatel († 27. února 2009)
- 1937 – Jaroslav Vízner, herec
- 1942
  - Zdeněk Neubauer, biolog a filozof († 5. července 2016)
  - Antonín Bajaja, spisovatel († 16. prosince 2022)
- 1946 – Miroslava Besserová, scenáristka, publicistka a spisovatelka († 3. srpna 2017)
- 1954 – Pavel Šrom, herec
- 1956 – Jiří Macoun, spisovatel
- 1957
  - Irena Veverková , archivářka, historička a publicistka
  - Tomáš Víšek, klavírista
- 1958 – Jan Balej, režisér loutkových filmů
- 1961 – Jan Matouš, biatlonista
- 1962 – Martin Mejstřík, politik
- 1968 – Martin C. Putna, literární historik a kritik
- 1971 – Jiří Šlégr, hokejista, olympijský vítěz z Nagana
- 1975 – Lukáš Hronek, hokejista
- 1977 – Petr Tenkrát, hokejista
- 1978 – David Kalhous, historik
- 1981 – Tomáš Pešír, fotbalista
- 1982 – Lukáš Hronek, hokejista
- 1987 – Libor Hroza, sportovní lezec
- 1990 – Daniela Kotrbová, sportovní lezkyně
- 1998 – Daniel Mareček, fotbalista

### Svět

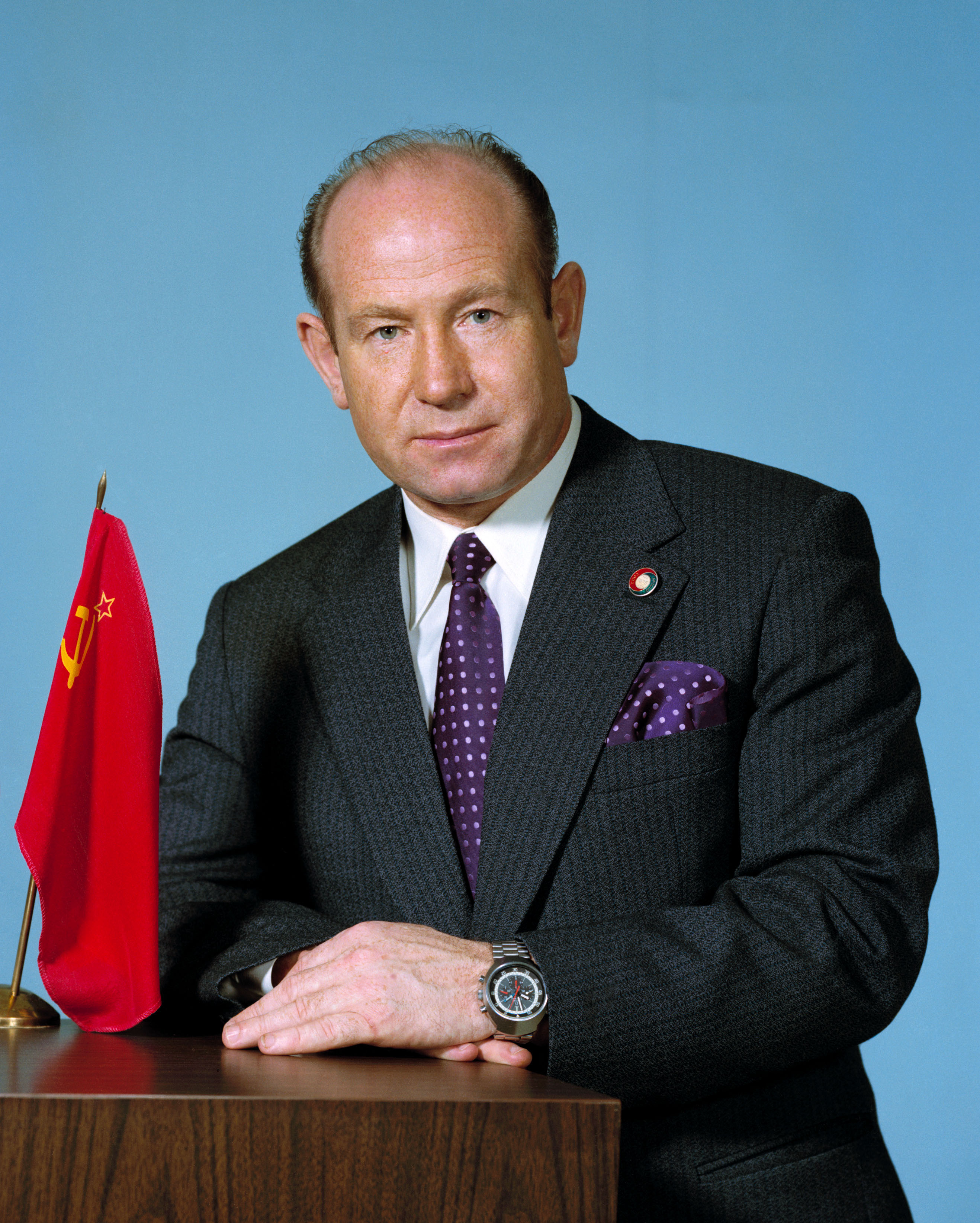
Alexej Leonov (* 1934)

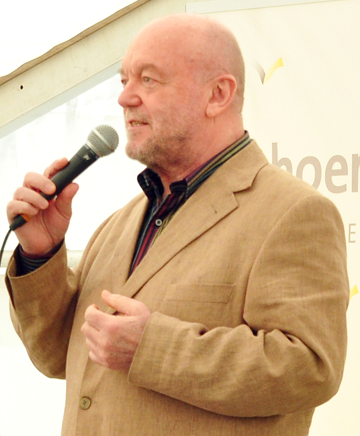
Peter Lipa (* 1943)

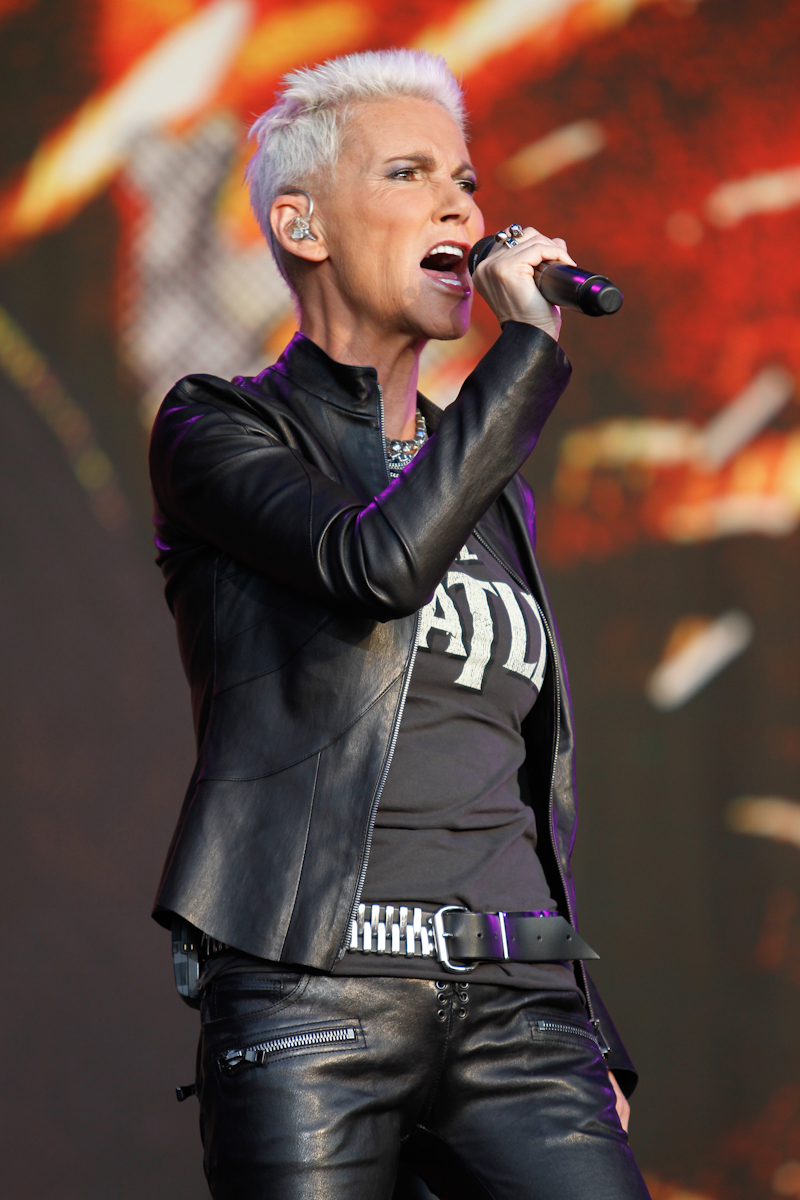
Marie Fredrikssonová (* 1958)

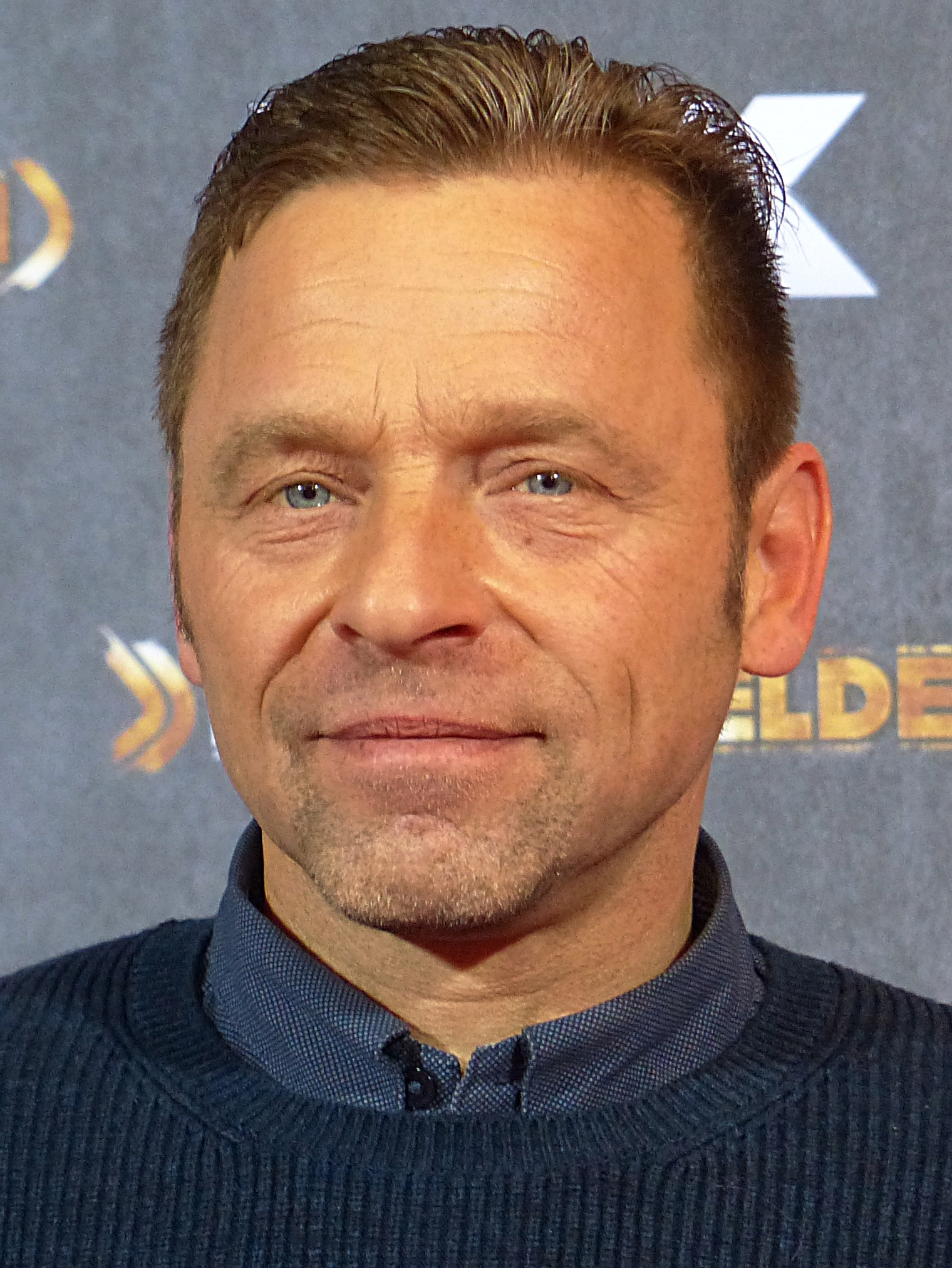
Thomas Häßler (* 1966)

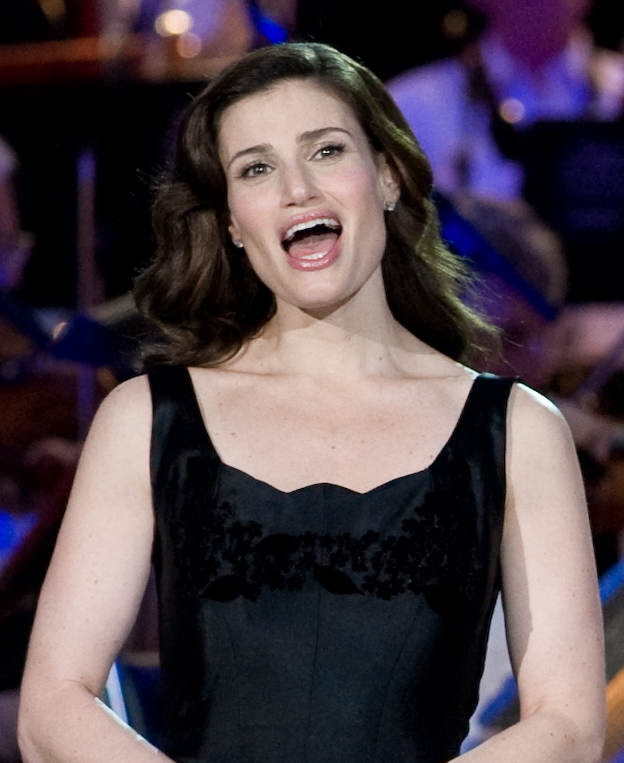
Idina Menzel (* 1971)

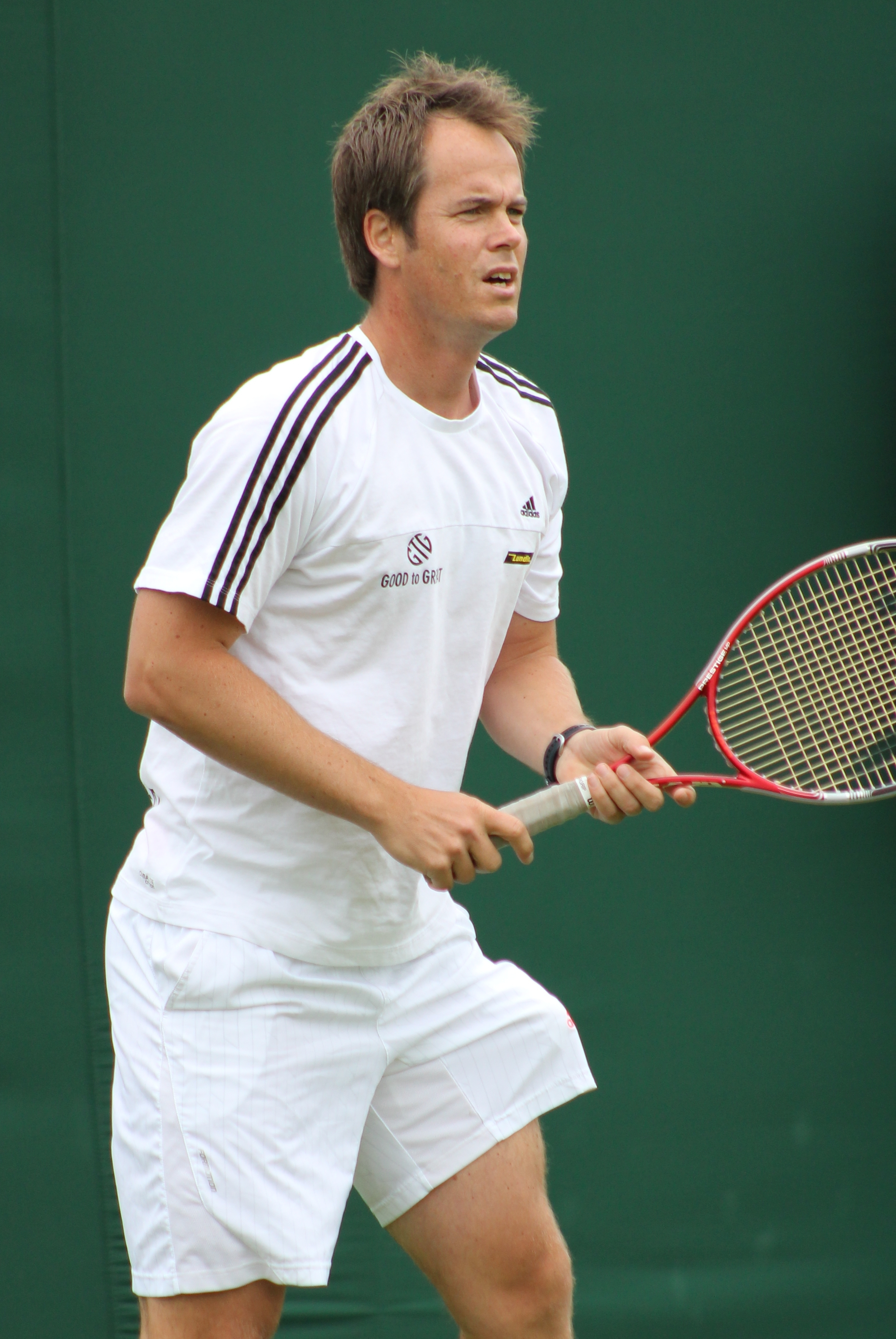
Magnus Norman (* 1976)

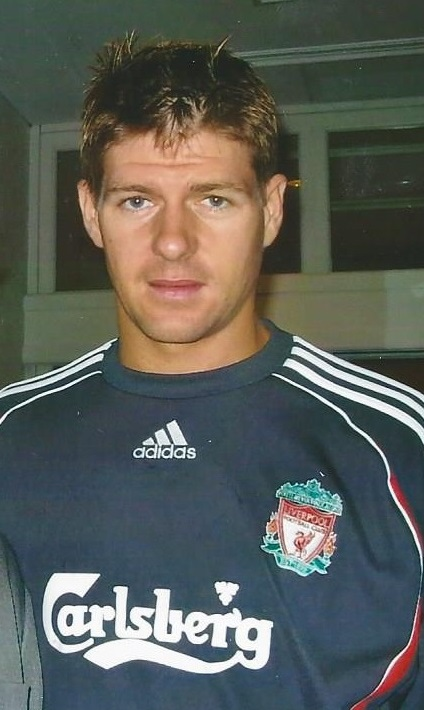
Steven Gerrard (* 1980)

- 1010 – Žen-cung, čínský císař († 30. dubna 1063)
- 1201 – Theobald I. Navarrský, král navarrský († 8. července 1253)
- 1220 – Alexandr Něvský, ruský státník († 14. listopadu 1263)
- 1423 – Georg von Peuerbach, rakouský matematik a astronom († 8. dubna 1461)
- 1464 – Barbora Braniborská, manželka českého krále Vladislava Jagellonského († 4. září 1515)
- 1524 – Selim II., osmanský sultán († 13. prosinec 1574)
- 1653 – Klaudie Felicitas Tyrolská, manželka Leopolda I., královna česká, uherská, chorvatská a slavonská († 8. dubna 1676)
- 1757 – Henry Addington, britský státník († 15. února 1844)
- 1785 – Jan Hostivít Pospíšil, nakladatel a knihkupec († 8. října 1868)
- 1814
  - Michail Alexandrovič Bakunin, ruský revolucionář († 1. července 1876)
  - Eugène Charles Catalan, belgicko-francouzský matematik († 1894)
- 1836 – Jean-Baptiste Clément, francouzský šansoniér († 23. února 1903)
- 1845 – Amadeus I. Španělský, španělský král z dynastie Savojských († 18. leden 1890)
- 1846 – Carl Peter Fabergé, ruský zlatník († 24. září 1920)
- 1852 – Manfred Clary-Aldringen, předlitavský politik a šlechtic († 12. února 1928)
- 1859 – Pierre Janet, francouzský psycholog († 24. února 1947)
- 1869 – Giulio Douhet, italský generál, teoretik vedení vzdušného boje († 15. února 1930)
- 1871 – Leopold IV. z Lippe, poslední vládnoucí kníže z Lippe († 30. prosince 1949)
- 1874 – Ernest Duchesne, francouzský lékař, průkopník výzkumu antibiotik († 12. dubna 1912)
- 1875 – Giovanni Gentile, italský filozof († 15. dubna 1944)
- 1876 – Vladimir Nazor, chorvatský spisovatel († 1949)
- 1879 – Vanessa Bell, britská malířka († 7. dubna 1961)
- 1881 – Georg von Küchler, německý vojevůdce († 25. května 1968)
- 1882 – Wyndham Halswelle, britský olympijský vítěz v běhu na 400 metrů († 31. března 1915)
- 1886 – Fernand Charron, francouzský automobilový závodník († 13. srpna 1928)
- 1887 – Alexander Archipenko, ukrajinsko americký sochař a grafik († 25. února 1964)
- 1890 – Róbert Pobožný, biskup neilenský, apoštolský administrátor rožňavský († 9. června 1972)
- 1901 – Mieczysław Fogg, polský zpěvák († 3. září 1990)
- 1908
  - Mel Blanc, americký herec, komik, zpěvák a rozhlasový hlasatel († 10. července 1989)
  - Hannes Alfvén, švédský fyzik, nositel Nobelovy ceny za rok 1970 († 2. dubna 1995)
- 1909 – Benny Goodman, americký jazzový hudebník († 13. května 1986)
- 1910 – Ferdinand Daučík, československý fotbalista a trenér († 14. listopadu 1986)
- 1911 – Boris Pantělejmonovič Mirošničenko, sovětský diplomat a ekonom († 25. září 1987)
- 1912 – Julius Axelrod, americký biochemik, nositel Nobelovy ceny za fyziologii a medicínu za rok 1970 († 29. prosince 2004)
- 1913
  - Géza Kalocsay, maďarský fotbalista, československý a maďarský reprezentant († 2008)
  - Eduard Goldstücker, česko-slovenský literární historik, publicista, kritik a germanista († 23. října 2000)
- 1914 – Sergej Kraigher, jugoslávský politik slovinského původu († 17. ledna 2001)
- 1918 – Martin Lundström, švédský běžec na lyžích († 30. června 2016)
- 1920 – Godfrey Binaisa, prezident Ugandy († 5. srpna 2010)
- 1921 – Jamie Uys, jihoafrický filmový režisér a scenárista († 29. ledna 1996)
- 1922 – Hal Clement, americký spisovatel science fiction († 29. října 2003)
- 1924 – Armando Peraza, kubánský perkusionista († 14. dubna 2014)
- 1925 – John Cocke, americký informatik († 16. července 2002)
- 1926 – Tony Terran, americký trumpetista
- 1928
  - Agnès Varda, francouzská fotografka, filmová režisérka a scenáristka († 29. března 2019)
  - Gustav Leonhardt, nizozemský varhaník, cembalista a dirigent († 16. ledna 2012)
- 1932 – Pauline Oliveros, americká hudební skladatelka a akordeonistka
- 1934 – Alexej Leonov, ruský sovětský kosmonaut, první člověk, který vystoupil do volného kosmického prostoru († 11. října 2019)
- 1935 – James Janíček, český malíř
- 1937 – George Zweig, americký fyzik a neurobiolog
- 1939 – Dieter Quester, rakouský automobilový závodník, pilot Formule 1
- 1942 – Jim Murray, americký kytarista a hráč na foukací harmoniku († 1. března 2013)
- 1943 – Peter Lipa, slovenský zpěvák, skladatel, hudební organizátor
- 1946 – Dragan Džajić, jugoslávský fotbalista srbské národnosti
- 1948
  - Hiro Jamagata, japonský malíř a umělec
  - Michael Piller, americký televizní scenárista († 1. listopadu 2005)
- 1949 – Hans Baumgartner, německý atlet, skokan do dálky
- 1950 – Bertrand Delanoë, francouzský politik
- 1951
  - Joachim Rücker, vedoucí mise OSN v Kosovu
  - Stephen Tobolowsky, americký herec, scenárista a režisér
  - Roland Bautista, kytarista skupiny Earth, Wind & Fire († 29. února 2012)
  - Zdravko Čolić, srbský zpěvák
- 1952 – Zoltán Kocsis, maďarský klavírista, skladatel a dirigent
- 1953
  - Colm Meaney, irský herec
  - John Oswald, kanadský hudební skladatel a saxofonista
- 1955
  - Sven Dahlkvist, švédský fotbalista a trenér
  - Topper Headon, britský bubeník
  - Colm Tóibín, irský spisovatel, esejista
  - Brian Kobilka, americký fyziolog, Nobelova cena za chemii 2013
- 1956 – Georg Bydlinski, rakouský spisovatel
- 1957 – Carrie Dobro, americká herečka
- 1958
  - Marie Fredrikssonová, švédská zpěvačka skupiny Roxette († 9. prosince 2019)
  - Michael López-Alegría, americký letec a astronaut
  - Ted McGinley, americký herec
- 1959 – Frank Vanhecke, vlámský politik
- 1963 – Helen Sharmanová, první britská astronautka
- 1964
  - Tom Morello, americký hudebník
  - Thomas Häßler, německý fotbalista
  - Andrea Montermini, italský pilot Formule 1
- 1967 – Tim Burgess, anglický zpěvák
- 1971
  - Duncan Jones, britský filmový režisér
  - Roman Gavalier, slovenský hokejista
  - Idina Menzel, americká herečka, zpěvačka a textařka.
- 1976 – Magnus Norman, švédský tenista
- 1977
  - Peter Babnič, slovenský fotbalista
  - Randy Napoleon, americký kytarista
- 1980 – Steven Gerrard, anglický fotbalista
- 1981
  - Gianmaria Bruni, italský automobilový závodník
  - Devendra Banhart, americký písničkář
- 1988 – Stephanie Beckertová, německá rychlobruslařka
- 1989 – Alexandra Dulgheruová, rumunská tenistka
- 1990 – Chan Sin-jun, čínská tenistka
- 1991 – Klaudia Buczek, polská sportovní lezkyně
- 1996 – Beatriz Haddad Maiová, brazilská tenistka
- 2000 – Jared S. Gilmore, americký herec

## Úmrtí

### Česko

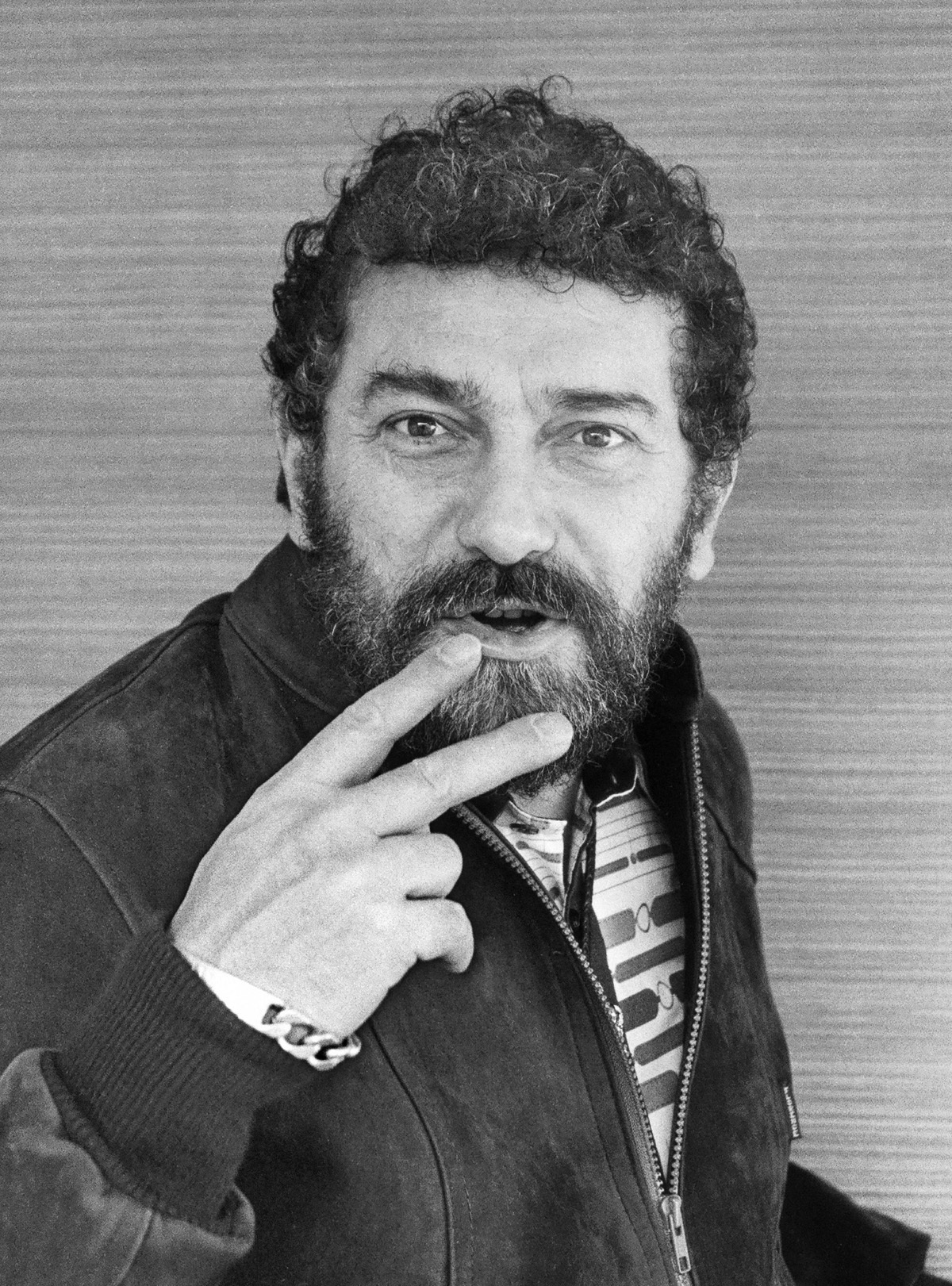
Waldemar Matuška

- 1434 – Prokop Holý, husitský kněz, politik a vojevůdce (* asi 1380)
- 1802 – Johann Josef Leitenberger, podnikatel německého původu působící především v textilním oboru (* 27. března 1730)
- 1888 – Karl Wolfrum, rakouský a český průmyslník a politik (* 17. listopadu 1813)
- 1899 – Johann Eichler, opavský kněz (* 23. listopadu 1818)
- 1917 – František Jaroslav Rypáček, literární historik, básník a spisovatel (* 7. října 1853)
- 1926 – Edward Babák, fyziolog, rektor Masarykovy univerzity v Brně (* 8. června 1873)
- 1930 – Gustav Heidler, československý politik a poslanec (* 7. září 1883)
- 1934 – Vojtěch Birnbaum, historik umění (* 7. ledna 1877)
- 1941 – Jindřich Hořejší, básník a překladatel (* 25. dubna 1886)
- 1943 – Ferdinand Sládek, sběratel lidových písní a hudební skladatel (* 19. května 1872)
- 1952 – Ferdinand Nesrovnal, kněz, oběť komunistického režimu (* 16. srpna 1896)
- 1955
  - Emanuel Lešehrad, spisovatel, básník a dramatik (* 15. listopadu 1877)
  - Josef Bertl, architekt (* 6. ledna 1866)
- 1968 – Josef Kranz, architekt a malíř (* 28. února 1901)
- 1976 – František Široký, voják a příslušník výsadku Calcium (* 23. února 1912)
- 1991 – Josef Stehlík, stíhací pilot (* 26. března 1915)
- 2000 – František Trpík, voják, příslušník výsadku Glucinium (* 11. října 1914)
- 2001 – Jan Šulc, reprezentant ve vodním slalomu (* ? 1916)
- 2003 – Ignác Rendek, ministr vlád Československa (* 11. ledna 1920)
- 2009
  - Václav Mareš, herec (* 1. září 1940)
  - Waldemar Matuška, český zpěvák, kytarista, bendžista a herec (* 2. července 1932)
- 2014 – Bořek Zeman, malíř, sochař, medailér a pedagog (* 12. února 1950)

### Svět

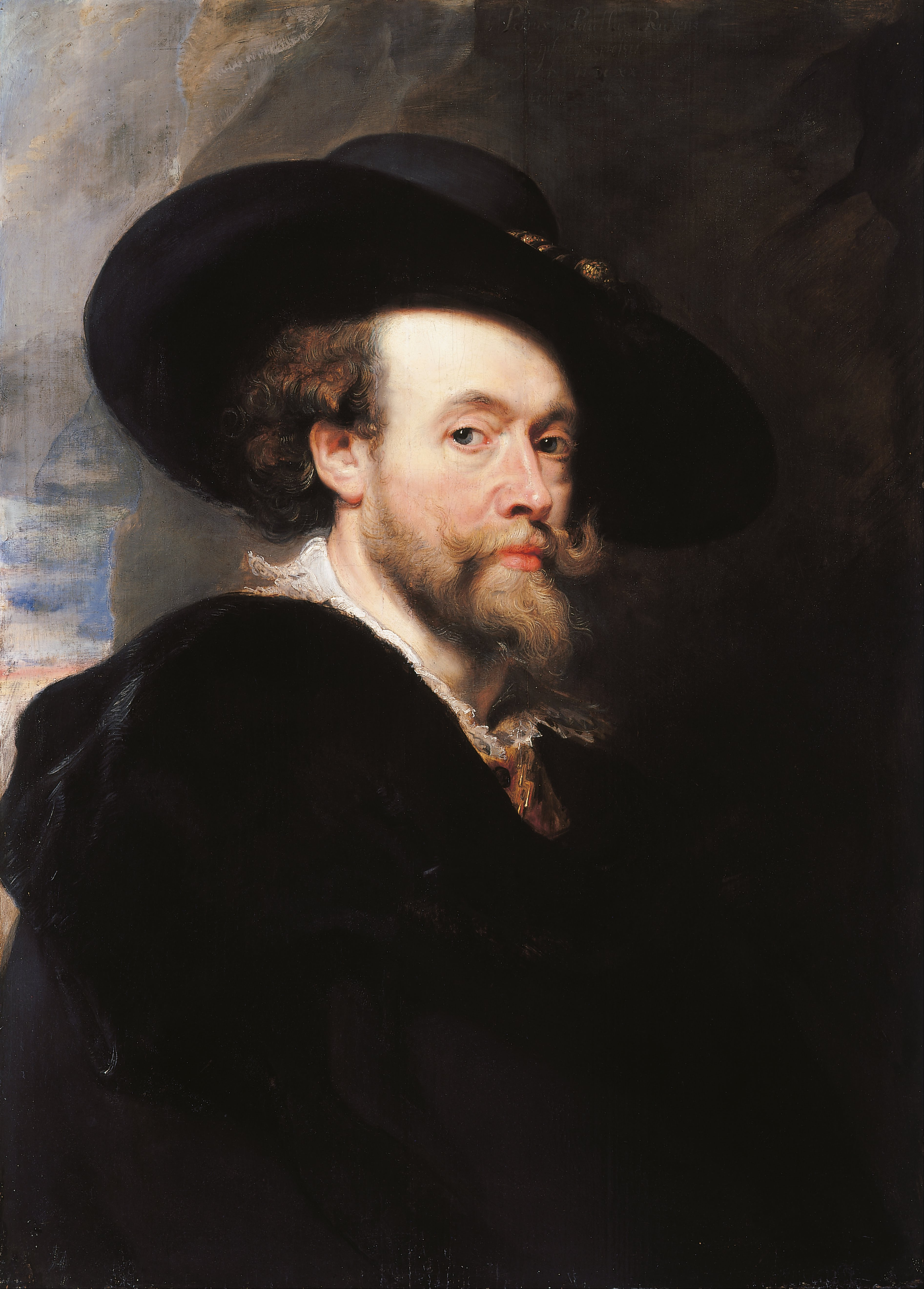
Peter Paul Rubens († 1640)

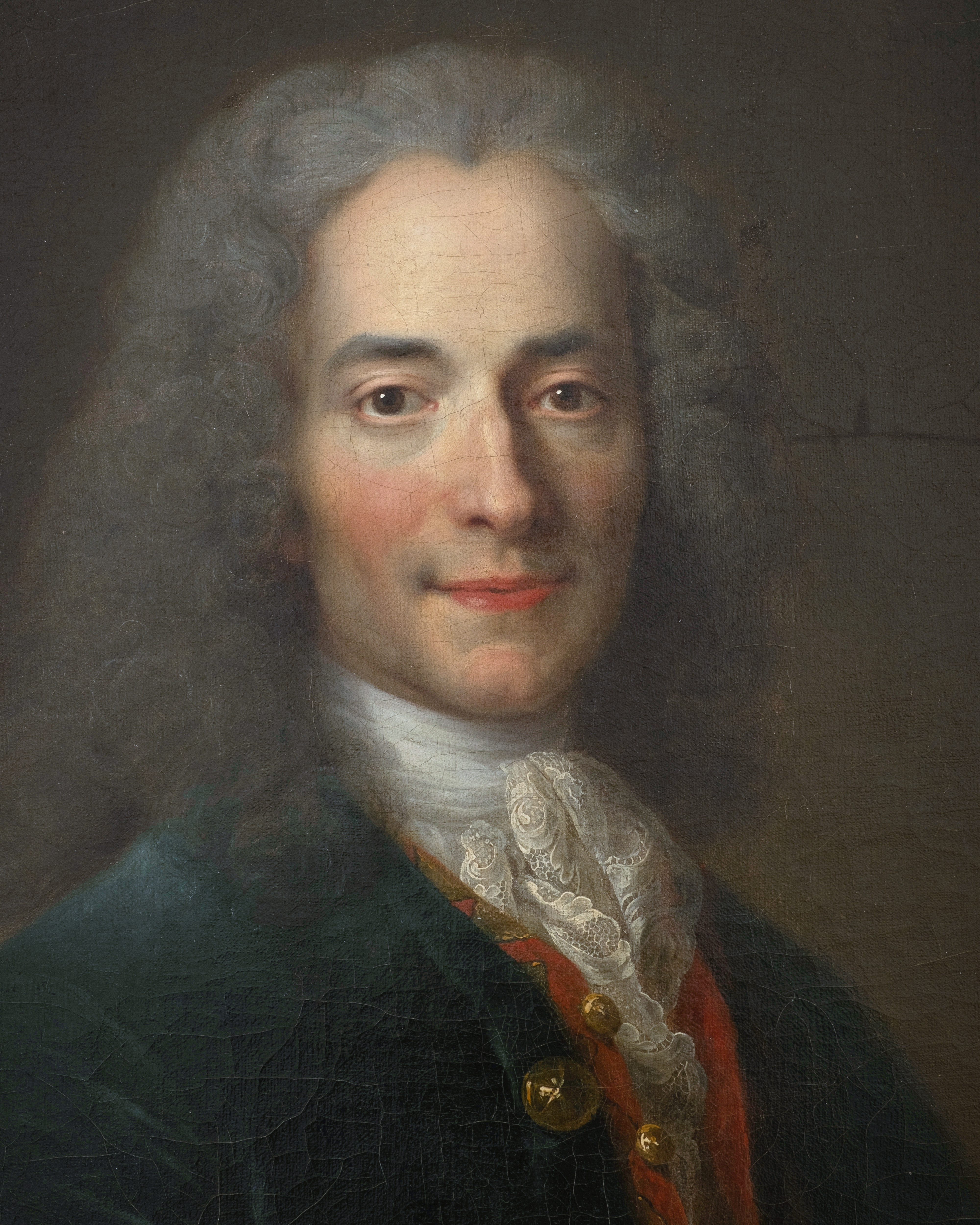
Voltaire († 1778)

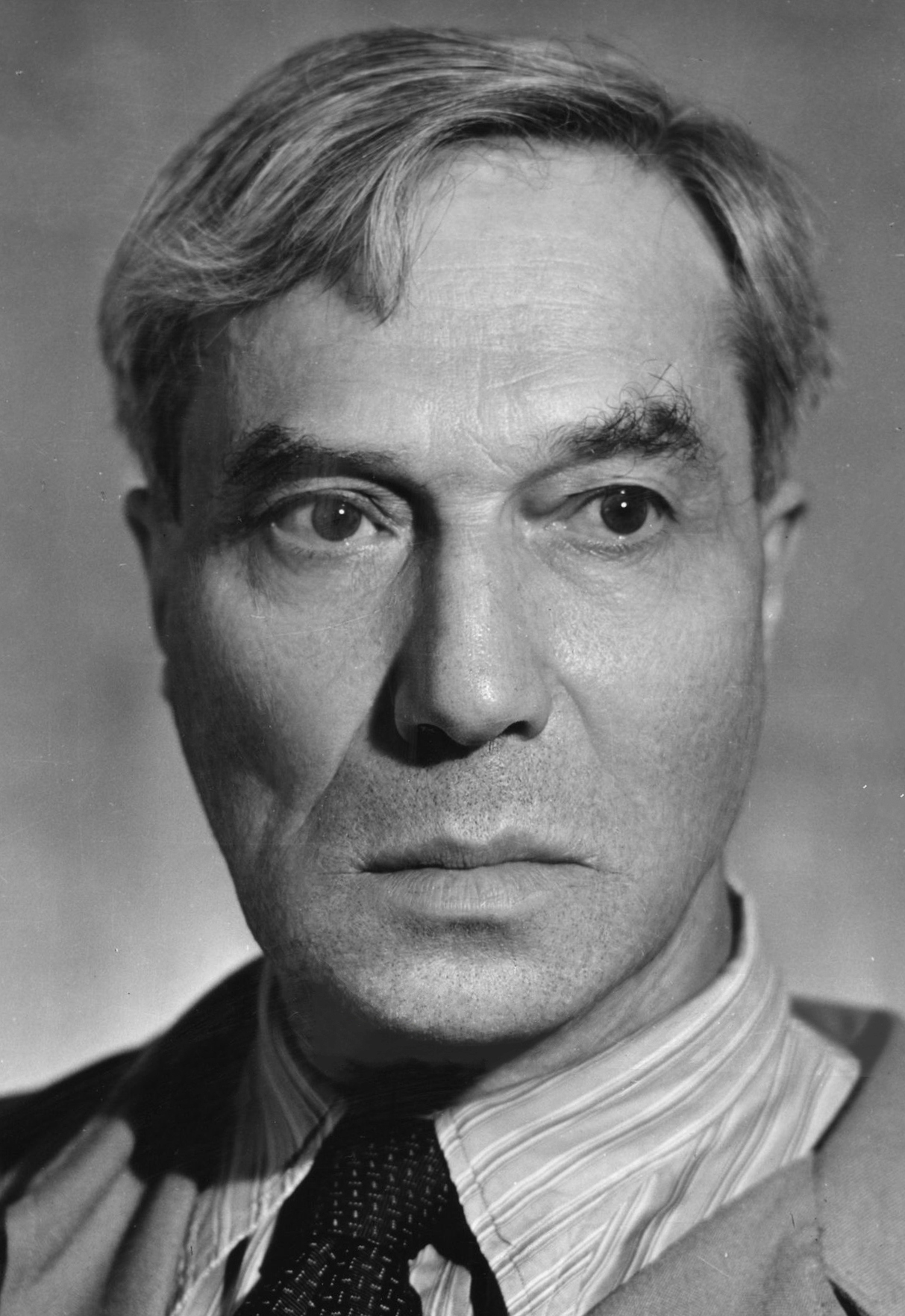
Boris Leonidovič Pasternak († 1960)

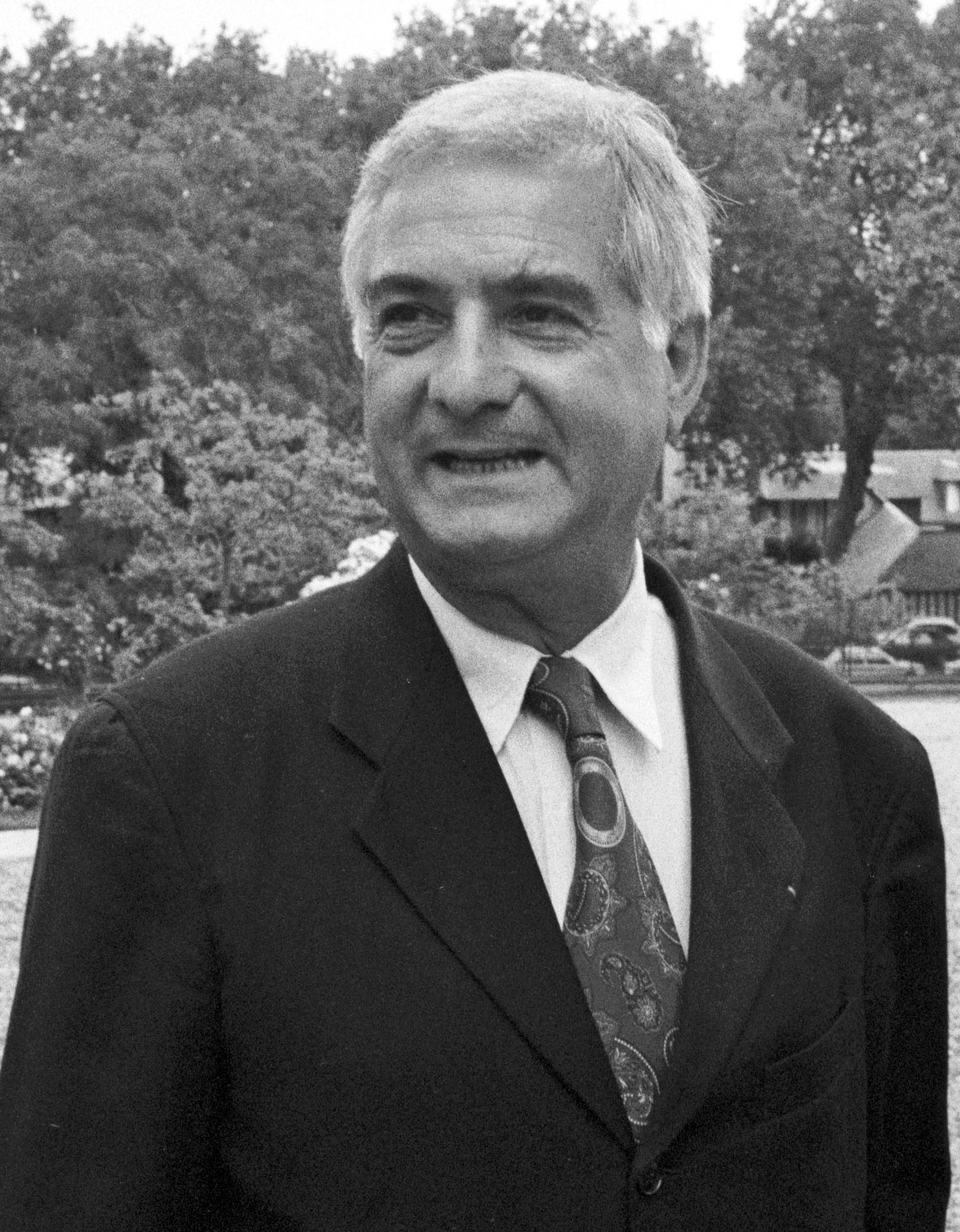
Jean-Claude Brialy († 2007)

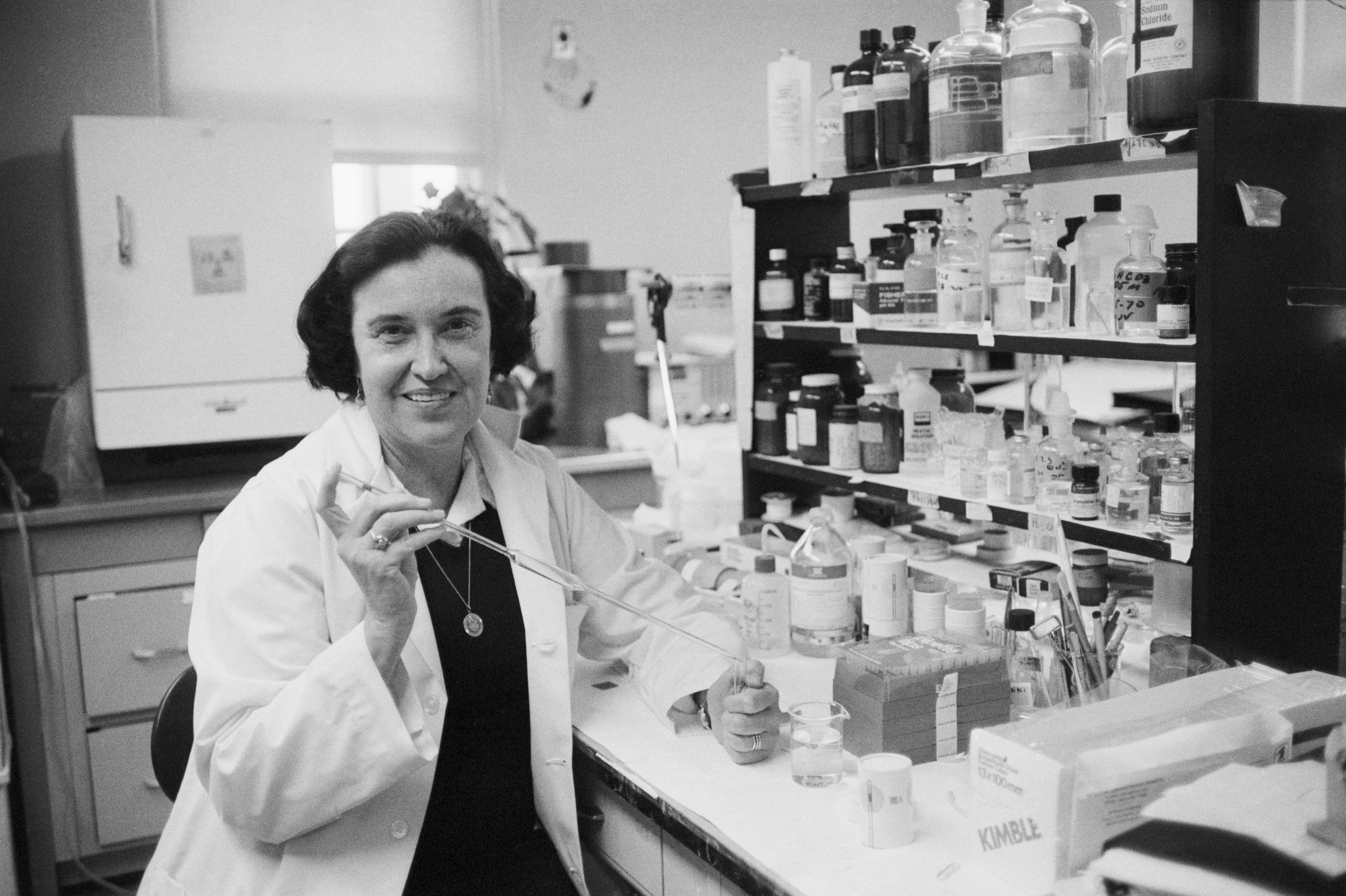
Rosalyn Yalowová († 2011)

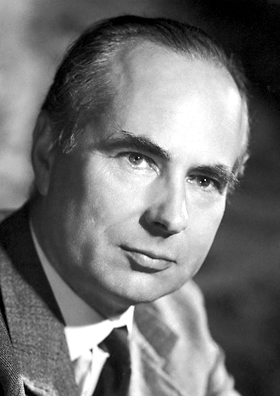
Andrew Fielding Huxley († 2012)

- 0339 – Eusebios z Kaisareie, první církevní historik (* asi 275)
- 1035 – Balduin IV. Flanderský, flanderský hrabě (* 980)
- 1252 – Ferdinand III. Kastilský, král Leónu a Kastílie (* 5. srpna 1199)
- 1268 – Tomáš I. Kozlowaroga, vratislavský biskup (* ?)
- 1416 – Jeroným Pražský, náboženský myslitel (* mezi 1378 a 1380)
- 1431 – Jana z Arku, francouzská válečnice a světice (* 6. ledna 1412)
- 1574 – Karel IX. Francouzský, francouzský král (* 27. června 1550)
- 1582 – Lukáš Kirby, anglický katolický duchovní, světec (* ? 1549)
- 1593 – Christopher Marlowe, anglický básník a dramatik (* 6. února 1564)
- 1594 – Valentín Balaša, uherský renesanční básník (* 20. září 1554)
- 1640 – Peter Paul Rubens, vlámský malíř (* 28. června 1577)
- 1695 – Pierre Mignard, francouzský portrétista (* 7. listopadu 1612)
- 1730 – Arabella Churchillová, milenka Jakuba, vévody z Yorku (* 23. března 1648)
- 1744 – Alexander Pope, anglický básník (* 21. května 1688)
- 1749 – Žofie Šarlota Hesensko-Kasselská, meklenbursko-schwerinská vévodkyně (* 16. července 1678)
- 1756 – Kristián Ludvík II. Meklenbursko-Zvěřínský, meklenbursko-zvěřínský vévoda (* 15. května 1683)
- 1760 – Johana Alžběta Holštýnsko-Gottorpská, německá regentka za syna Fridricha Augusta (* 24. října 1712)
- 1770 – François Boucher, francouzský malíř (* 29. září 1703)
- 1778 – Voltaire, francouzský spisovatel (* 21. listopadu 1694)
- 1833 – Josef Slavík, houslista a hudební skladatel (* 26. března 1806)
- 1847 – Makarij Glucharev, ruský pravoslavný teolog (* 10. listopadu 1792)
- 1876 – Josef Kriehuber, rakouský malíř a litograf (* 15. prosince 1800)
- 1882 – Carlo Naya, italský fotograf (* 2. srpna 1816)
- 1891 – Vilemína Dánská, dánská korunní princezna (* 18. ledna 1808)
- 1892 – Lewis Morris Rutherfurd, americký advokát a astronom (* 25. listopadu 1816)
- 1901
  - Victor D'Hondt, belgický právník, obchodník a matematik (* 20. listopadu 1841)
  - Wilhelm von Bismarck, německý politik (* 1. srpna 1852)
- 1904 – Fridrich Vilém Meklenbursko-Střelický, meklenbursko-střelický velkovévoda (* 17. října 1819)
- 1907 – Ottomar Anschütz, německý fotograf a vynálezce (* 16. května 1846)
- 1912 – Wilbur Wright, s bratrem Orvillem spolutvůrce prvního letadla těžšího než vzduch (* 16. dubna 1867)
- 1916 – Adolph Frank, německý chemik, inženýr a podnikatel (* 29. ledna 1834)
- 1918 – Georgij Plechanov, ruský politik a filozof (* 11. prosince 1857)
- 1934 – Heihačiró Tógó, japonský admirál (* 27. ledna 1848)
- 1942 – Anton Karl Gebauer, rakouský cestovatel, národopisec a přírodovědec (* 1872)
- 1944 – Bruno Granichstaedten, rakouský hudební skladatel (* 1. září 1879)
- 1951
  - Reginald Tyrwhitt, britský admirál (* 10. května 1870)
  - Hermann Broch, rakouský spisovatel a bojovník proti fašismu (* 1. listopadu 1886)
- 1952 – Andrej Kavuljak, slovenský historik a lesní inženýr (* 5. prosince 1885)
- 1953 – Dooley Wilson, americký herec a zpěvák (* 3. dubna 1886)
- 1960 – Boris Leonidovič Pasternak, ruský básník a spisovatel (* 10. února 1890)
- 1961 – Rafael Trujillo, diktátor vládnoucí v Dominikánské republice (* 24. října 1891)
- 1964 – Leó Szilárd, americký fyzik maďarského původu (* 11. února 1898)
- 1965 – Louis Hjelmslev, dánský lingvista (* 3. října 1899)
- 1966 – Wäinö Aaltonen, finský sochař (* 8. března 1894)
- 1971 – Marcel Dupré, francouzský varhaník, klavírista a skladatel (* 3. května 1886)
- 1972
  - Watchman Nee, čínský křesťanský kazatel a spisovatel (* 4. listopadu 1903)
  - Aharon Kacir, izraelský chemik (* 14. září 1914)
- 1975 – Steve Prefontaine, americký vytrvalec (* 25. ledna 1951)
- 1977 – Paul Desmond, americký jazzový altsaxofonista a skladatel (* 25. listopadu 1924)
- 1978 – Tecu Katajama, 3. premiér Japonska (* 28. července 1887)
- 1986 – Hank Mobley, americký jazzový saxofonista (* 7. července 1930)
- 1989 – Zinka Milanov, operní sopranistka původem z Chorvatska (* 17. května 1906)
- 1992
  - Karl Carstens, prezident Spolkové republiky Německo (* 14. prosince 1914)
  - Antoni Zygmund, polský matematik (* 25. prosince 1900)
- 1993 – Sun Ra, americký jazzový hudebník a hudební skladatel (* 22. května 1914)
- 1994 – Juan Carlos Onetti, uruguayský spisovatel (* 1. července 1909)
- 1996 – Léon-Étienne Duval, francouzsko-alžírský kardinál (* 9. listopadu 1903)
- 2002 – John B. Keane, irský spisovatel (* 21. července 1928)
- 2003 – Günter Pfitzmann, německý filmový herec (* 8. dubna 1924)
- 2004 – Ole Wivel, dánský básník (* 29. září 1921)
- 2007 – Jean-Claude Brialy, francouzský herec, režisér, scenárista a spisovatel (* 30. března 1933)
- 2008 – Boris Šachlin, sovětský sportovní gymnasta, sedminásobný olympijský vítěz (* 27. ledna 1932)
- 2009
  - Efrajim Kacir, izraelský biofyzik a politik, bývalý prezident Izraele (* 16. května 1916)
  - Džafar Nimeiry, prezident Súdánu (* 1. ledna 1930)
- 2010
  - Peter Orlovsky, americký básník (* 8. července 1933)
  - Jurij Česnokov, ruský volejbalista (* 22. ledna 1933)
- 2011 – Rosalyn Yalowová, americká lékařská fyzička, Nobelova cena 1977 (* 19. července 1921)
- 2012
  - Pete Cosey, americký jazzový kytarista (* 9. října 1943)
  - Andrew Fielding Huxley, anglický fyziolog a biofyzik, nositel Nobelovy ceny za fyziku za rok 1963 (* 22. listopadu 1917)
- 2014 – Michael Szameit, německý (NDR) spisovatel (* 29. července 1950)
- 2019 – Frank Lucas, americký drogový dealer, šéf organizovaného zločinu v Harlemu (* 9. září 1930)
- 2020 – Bobby Morrow, americký sprinter, olympijský vítěz (* 15. října 1935)
- 2023
  - Paolo Portoghesi, italský architekt (* 2. listopadu 1931)
  - Milka Zimková, slovenská spisovatelka-prozaička, režisérka, autorka monodramat a herečka (* 1. srpna 1951)
- 2025 – Loretta Switová, americká herečka (* 4. listopadu 1937)

## Svátky

### Česko
- Ferdinand, Ferdinanda
- Zdislav, Zdislava, Zdeslava

### Svět
- Světový den roztroušené sklerózy
- Mezinárodní den brambor
- Svátek sousedů (je-li neděle)
- Slovensko: Ferdinand
- Německo: Fronleichnam
- USA: Memorial Day (je-li pondělí)
- Evropský den melanomu
- Irsko, Anglie: Jarní prázdniny

### Liturgický kalendář
- Sv. Zdislava z Lemberka
- Sv. Jana z Arku
- Sv. Ferdinand III. Kastilský
- Sv. Emília

| 30. květen v pražském KlementinuÚdaje jsou platné k 29. 4. 2025. | 30. květen v pražském KlementinuÚdaje jsou platné k 29. 4. 2025. | 30. květen v pražském KlementinuÚdaje jsou platné k 29. 4. 2025. |
| minimum                                                          | denní průměr                                                     | maximum                                                          |
| ---------------------------------------------------------------- | ---------------------------------------------------------------- | ---------------------------------------------------------------- |
| 3,8 °C (1884)                                                    | 15,4 °C (od 1961)                                                | 31,7 °C (2005)                                                   |